# اوکس (کارولینای شمالی)
اوکس (به انگلیسی: Oaks) یک منطقهٔ مسکونی در ایالات متحده آمریکا است که در شهرستان اورنج، کارولینای شمالی واقع شده‌است. اوکس ۱۸۱٫۰۵ متر بالاتر از سطح دریا واقع شده‌است.